# Хазор
Хазор (хебр. חצור [hacor] = „ограђени простор“; грч.  [asōr], грч.  [asōra]) је стари утврђени град на сјеверу Галилеје, уз сјеверозападни руб долине Хуле, око 14 km сјеверно од Галилејског језера.
Његов стратешки положај му је донио наслов „врата земље“, будући да се налазио на мјесту укрштања главних трговачких путева од Сидона према Бет Шеану и од Дамаска према Мегиду.

## Библијски извјештаји о Хазору
У Библији се Хазор спомиње у контексту израелског освајања земље у доба Јошуе (види Хисторија Израела и Палестине), што би се могло смјестити у 11. вијек п. н. е. Ондје се говори о коалицији сјеверних градова под водством Јабина, хазорскога краља, а против Израелаца. Јошуа је разорио Хазор, који се потом појављује на попису освојених градова те је додијељен израелском племену Нафтали.
Град се поновно спомиње у вези с израелским судијама Дебором и Бараком. И ондје се као краљ Хазора спомиње Јабин и вјероватно је да је овдје ријеч о тачном податку, док је у извјештају о освајању земље његово име уметнуто.
Касније, у 10—11. вијеку п. н. е., Хазор је утврдио краљ Соломон. На концу га је, око 733. п. н. е., освојио асирски краљ Тиглат Пилесер III
Спомиње се још једном у доба Макабејаца, а у контексту битке јеврејског вође Јонатана против Деметрија II Никатора из хеленистичке династије Селеукида.

## Археолошки остаци
1928. почело се с истраживањем остатака Хазора на брежуљку који се арапски зове Tel el-Qedah, а археолошки су радови, с прекидима, настављени све до данашњег дана.
Међу рушевинама нађени су остаци из средњег и млађег бронзаног доба, као и из жељезног доба. Међу њима је нађено светиште с уздигнутим каменом који представља божанство, из 11—10. вијека п. н. е. Осим тога, ту су и остаци типичне сеоске куће с четири просторије из истога раздобља. Нађена су и градска врата из 10. или 9. вијека п. н. е., те град из 9. и 8. вијека п. н. е., то јест, из доба краљева Ахаба и Јеробоама II у сјеверном израелском краљевству, када је оно било на своме врхунцу.
Посебна је занимљивост велика цистерна за воду с приступним степеницама, што је омогућавало граду да издржи и посебно дуготрајне опсаде.
Тачно датирање појединих налаза и њихово довођење у везу с појединим библијским ликовима до данас је предметом живе расправе међу научницима.

## Писани извори
Бројни су изванбиблијски извори који говоре о Хазору. Међу њима ту су: египатска проклетства (тзв. ексекрацијски текстови; 20. вијек п. н. е.), архив из Марија (19. вијек п. н. е.), попис градова Тутмоса III (15. вијек п. н. е.), писма из ел-Амарне, те пописи Аминофиса II и Сетија I (14. вијек п. н. е.).
Такво богатство писаних извора говори о великом занимању што га је положај и значење Хазора изазивао међу околним народима кроз читаву 2. деценију п. н. е.
Археолози се надају да ће једном наћи и хазорски архив у који је могао бити похрањен дио дописивања с околним владарима.